# 西庫克 (明尼蘇達州)
西庫克（英語：West Cook）是位於美國明尼蘇達州庫克縣的一個未組織地區。

## 地方資料
西庫克的面積為1717.02平方千米，當中陸地面積為1495.55平方千米，而水域面積為221.46平方千米。根據2020年美國人口普查的數據，當地共有人口1749人，而人口密度為每平方千米1.02人。